# Мендељејевск
Мендељејевск (рус. Менделеевск) град је у Русији у Татарстану.

## Становништво
| 1939. | 1959.  | 1970.  | 1979.  | 1989.  | 2002.  | 2010.  |
| ----- | ------ | ------ | ------ | ------ | ------ | ------ |
| 8.500 | 11.200 | 13.557 | 13.986 | 18.085 | 22.027 | 22.075 |